# Млинисько (Великопольське воєводство)
Млинисько (пол. Młynisko) — село в Польщі, у гміні Козьмінек Каліського повіту Великопольського воєводства.
Населення — 180 осіб (2011).
У 1975-1998 роках село належало до Каліського воєводства.

## Демографія
Демографічна структура станом на 31 березня 2011 року:
|          | Загалом | Допрацездатний вік | Працездатний вік | Постпрацездатний вік |
| -------- | ------- | ------------------ | ---------------- | -------------------- |
| Чоловіки | 87      | 19                 | 59               | 9                    |
| Жінки    | 93      | 20                 | 52               | 21                   |
| Разом    | 180     | 39                 | 111              | 30                   |